# Nazionale femminile di calcio dell'Ungheria
La nazionale di calcio femminile della dell'Ungheria è la rappresentativa calcistica femminile internazionale dell'Ungheria, gestita dalla locale federazione calcistica (MLSZ).
In base alla classifica emessa dalla FIFA il 15 marzo 2024, la nazionale femminile occupa il 43º posto del FIFA/Coca-Cola Women's World Ranking.
Attiva dal 1985, come membro dell'UEFA, partecipa a vari tornei di calcio internazionali, come al Campionato mondiale FIFA, al Campionato europeo UEFA, ai Giochi olimpici estivi e ai tornei a invito come l'Algarve Cup o la Cyprus Cup.

## Storia

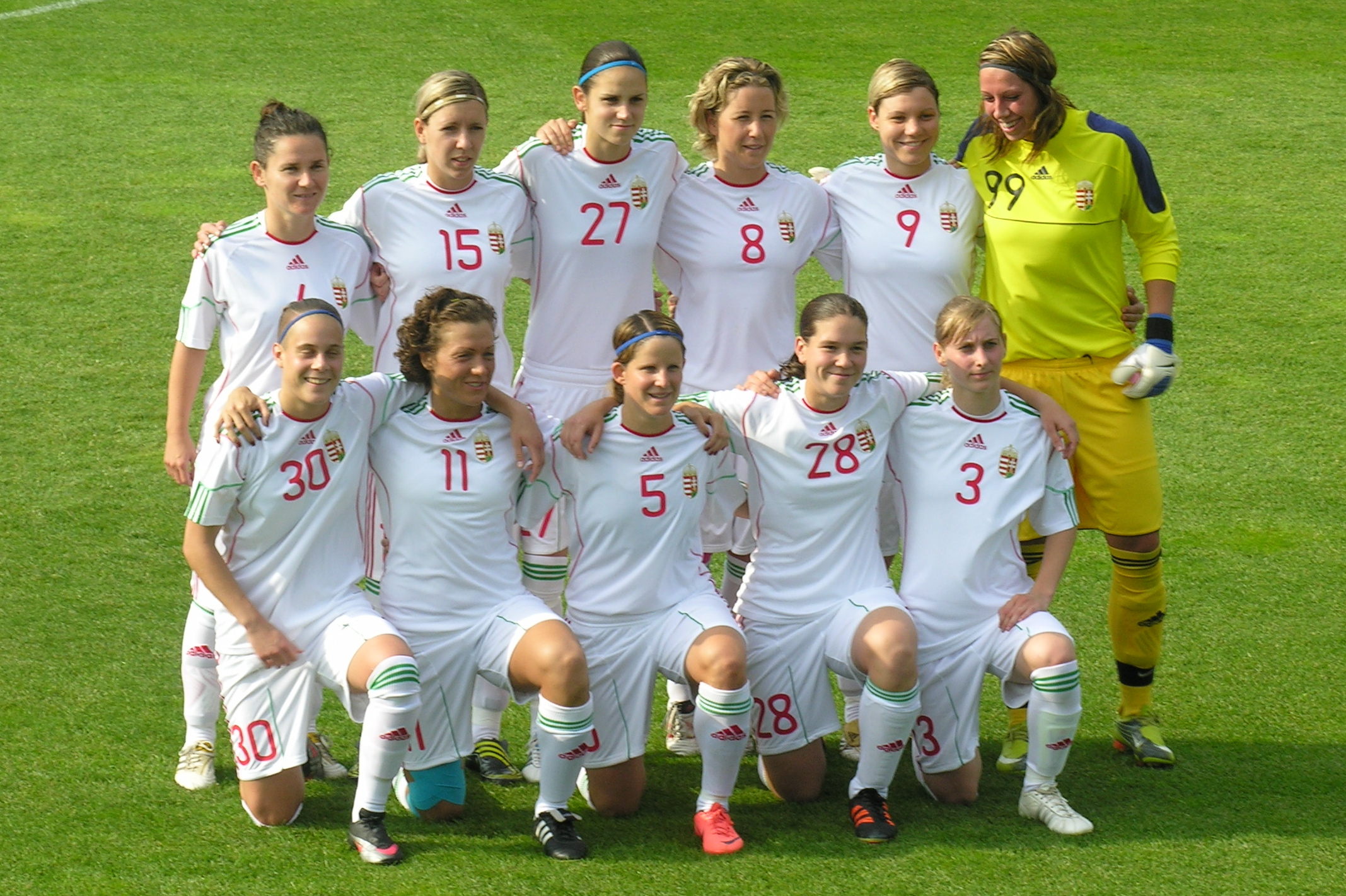
Formazione dell'Ungheria per la partita contro l'Ucraina del 23 maggio 2012.

Sebbene il primo campionato nazionale femminile per club venne istituito nel 1971, fu solo nel 1985 che la nazionale femminile ungherese fece il suo esordio ufficiale. Disputò le sue prime partite ufficiali internazionali, partecipando alle qualificazioni al campionato europeo 1987, concluse col secondo posto nel gruppo 4 dietro all'Italia. Nelle qualificazioni al campionato europeo 1991 l'Ungheria, grazie al secondo posto nel gruppo 4, ottenne l'accesso ai quarti di finale; venne sconfitta dalla Norvegia nel doppio confronto e mancò la qualificazione alla fase finale del torneo. Negli anni successivi la nazionale non riuscì ad ottenere risultati di rilievo nelle varie edizioni delle qualificazioni sia al campionato mondiale che al campionato europeo. Nelle qualificazioni UEFA al mondiale 2011 le magiare conclusero al terzo posto il gruppo 4, a soli due punti di distanza dall'Ucraina prima classificata e ammessa direttamente alla fase finale.
Nell'edizione inaugurale dell'UEFA Women's Nations League la nazionale ungherese venne inserita nella Lega B, e, concludendo al secondo posto il gruppo 1, ottenne l'accesso ai play-off per la promozione in Lega A. Sorteggiata contro il Belgio terzo nel gruppo 1 della Lega A, perse sia l'andata che il ritorno per 5-1, mantenendo così la posizione in Lega B.

## Partecipazioni ai tornei internazionali
Legenda: Grassetto: Risultato migliore, Corsivo: Mancate partecipazioni

## Selezionatori

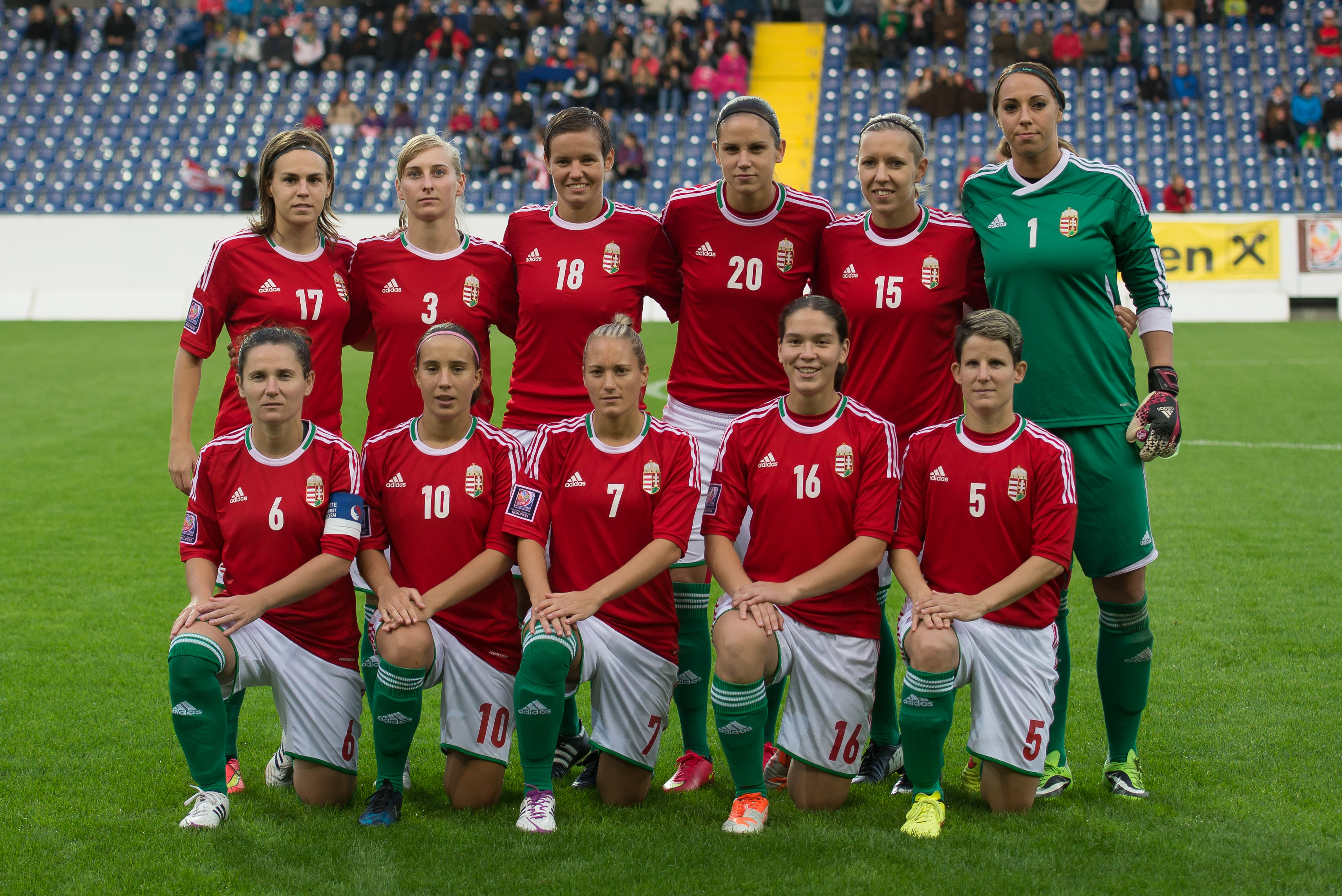
Formazione dell'Ungheria per la partita contro l'Austria del 13 settembre 2014.

- 1985-1986:  Ferenc Tóth
- 1987:  Gyula Rákosi
- 1988:  János Nagy
- 1988:  Gyula Rákosi
- 1988:  Judit Szabó
- 1989-1994:  Ferenc Eipel
- 1995-1996:  Dezső Bundzsák
- 1997-2004:  István Bacsó
- 2005-2006:  András Telek
- 2007-2010:  Attila Vágó
- 2010-2012:  László Kiss
- 2013-2014:  Attila Vágó
- 2014-2020:  Edina Markó
- 2021-2024:  Margret Kratz
- 2024-:  Alexandra Szarvas

## Record individuali

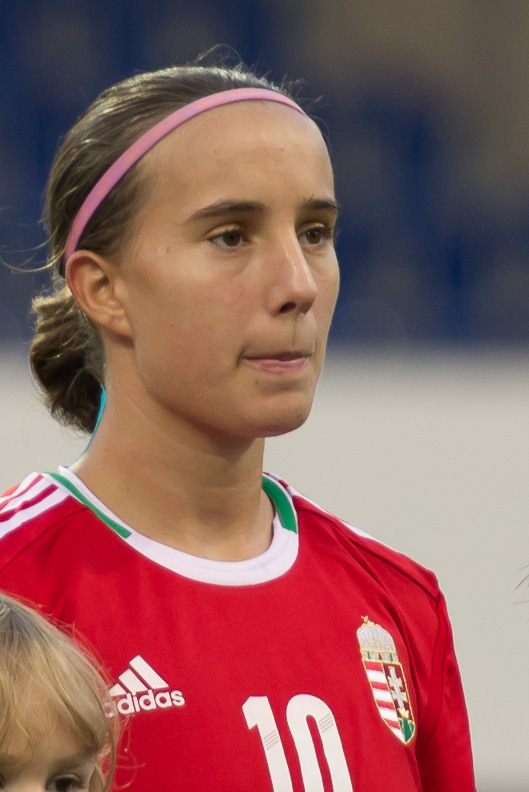
Fanny Vágó nel settembre 2014.

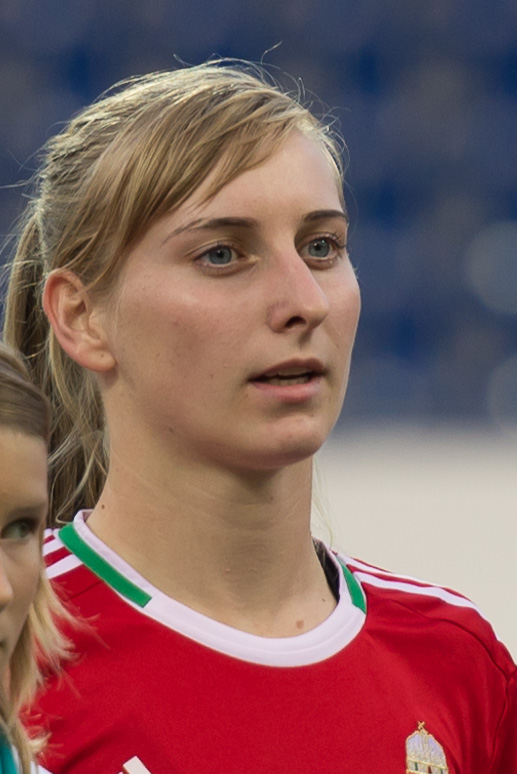
Henrietta Csiszár nel settembre 2014.

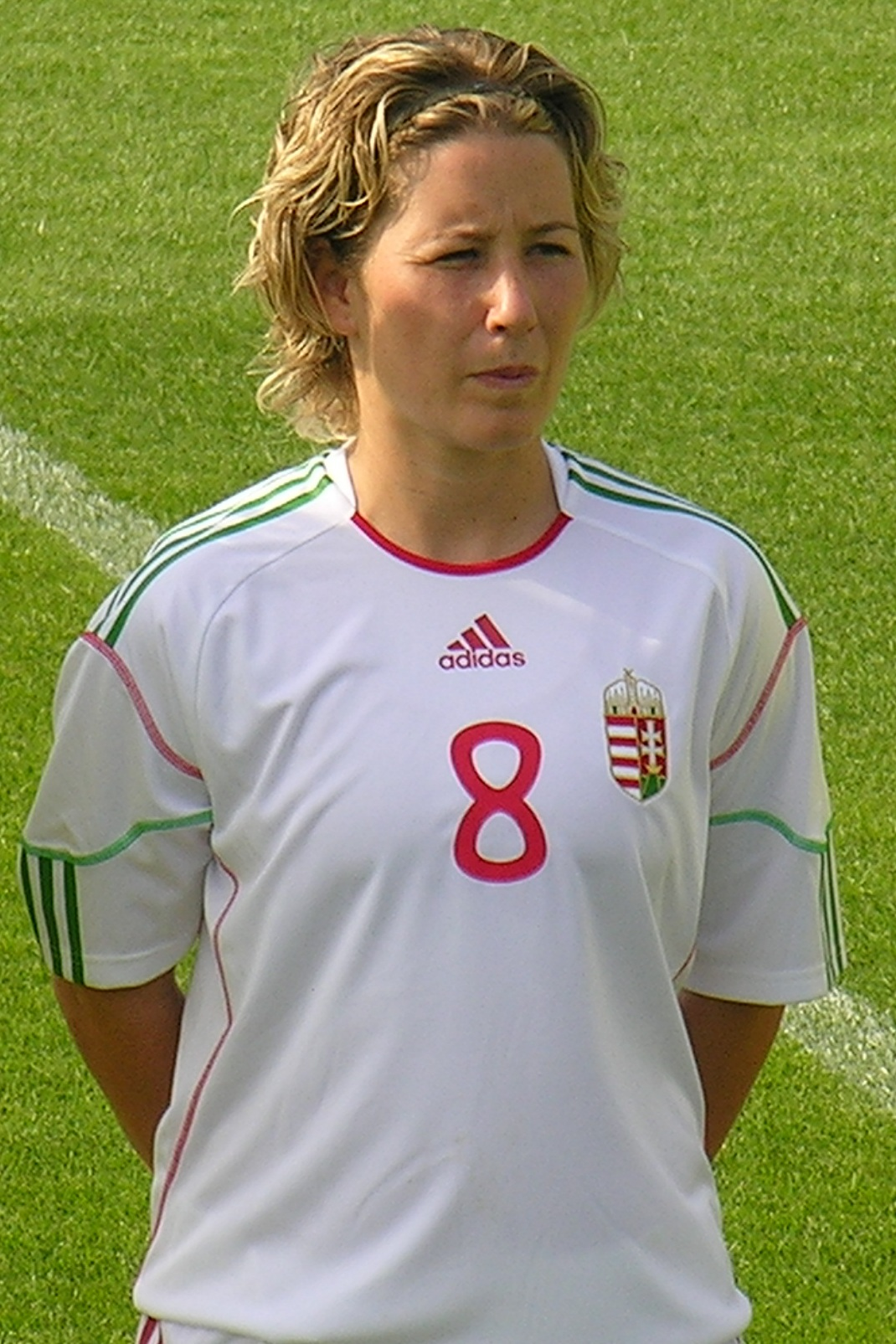
Anita Pádár nel 2012.

Statistiche aggiornate all'8 aprile 2025
In grassetto le giocatrici ancora in attività in nazionale.
| #  | Giocatore                 | Periodo   | Pres. | Reti |
| -- | ------------------------- | --------- | ----- | ---- |
| 1  | Fanny Vágó                | 2007-2023 | 146   | 74   |
| 2  | Henrietta Csiszár         | 2012-     | 126   | 21   |
|    | Anita Pádár               | 1995-2015 | 126   | 43   |
| 4  | Angéla Smuczer            | 2001-2017 | 124   | 3    |
| 5  | Réka Szőcs                | 2007-     | 114   | 0    |
| 6  | Zsófia Rácz               | 2007-2020 | 113   | 10   |
|    | Viktória Szabó            | 2013-     | 113   | 6    |
| 8  | Evelin Fenyvesi Könczeyné | 2013-     | 105   | 8    |
| 9  | Szilvia Szeitl]           | 2007-2018 | 95    | 2    |
| 10 | Szabina Tálosi            | 2007-2018 | 94    | 4    |

| #  | Giocatore         | Periodo   | Reti | Pres. | Reti/pr. |
| -- | ----------------- | --------- | ---- | ----- | -------- |
| 1  | Fanny Vágó        | 2007-2023 | 74   | 146   | 0,51     |
| 2  | Anita Pádár       | 1995-2015 | 43   | 126   | 0,34     |
| 3  | Dóra Zeller       | 2013-     | 34   | 93    | 0,37     |
| 4  | Zsanett Jakabfi   | 2007-2020 | 32   | 62    | 0,52     |
| 5  | Anett Dombai-Nagy | 1996-2012 | 29   | 70    | 0,41     |
| 6  | Edit Kern         | 1985-1995 | 25   | 36    | 0,69     |
| 7  | Rita Bajkó        | 1990-1999 | 22   | 59    | 0,37     |
| 8  | Henrietta Csiszár | 2012-     | 21   | 126   | 0,17     |
| 9  | Szilvia Ruff      | 1992-2004 | 20   | 50    | 0,4      |
| 10 | Katalin Bökk      | 1991-2002 | 19   | 43    | 0,44     |